# Rabínský seminář (Budapešť)
Rabínský seminář v Budapešti (maďarsky Országos Rabbiképző – Zsidó Egyetem, nebo Országos Rabbiképző Intézet / Židovský teologický seminář - Universita židovských studií / německy Landesrabbinerschule in Budapest) je univerzita, která byla založena v roce 1877 a je tak je nejstarším dosud existujícím rabínským seminářem na světě.

## Historie
Budapešťský seminář vznikl jako jeden z pěti prvních podobných institutů, několik desítek let po založení seminářů v Padově, Metách, Paříži a Vratislavi. Je však jediným z nich, který přežil do dnešní doby. Prvním předsedou semináře se měl stát moravský rabín David Oppenheim, zemřel však ještě před otevřením školy.
V době druhé světové války, těsně před německou invazí do Maďarska, byla většina nejcennějších rukopisů převezena do úkrytu. I tak byla ovšem značná část knihovny nasicty zničena. Na 3000 knih bylo převezeno do Prahy. Teprve v 80. letech 20. století byly knihy náhodou objeveny ve sklepení Židovského muzea a roku 1989 navráceny do Budapešti. Sbírka knih je chloubou univerzity, obsahuje totiž jednu z nejvýznamnějších sbírek židovské teologické literatury mimo stát Izrael.